# Fondation Jean-Dubuffet

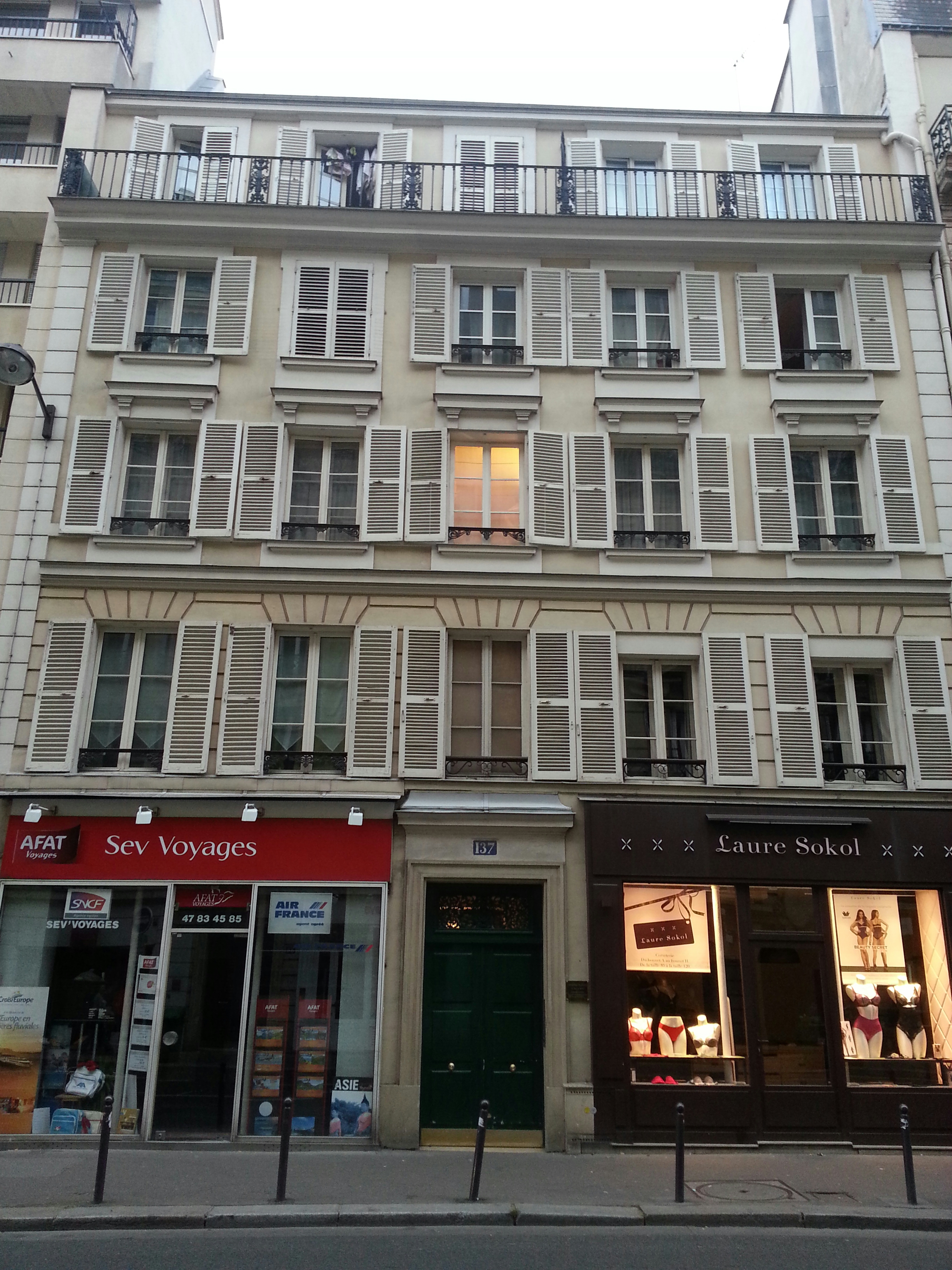
137, rue de Sèvres, Paris VIe

La fondation Jean-Dubuffet est une fondation créée par l'artiste Jean Dubuffet (1901-1985) en 1973. Son siège social est situé rue de Moulin Neuf, Sente des Vaux-Ruelle aux Chevaux, Périgny-sur-Yerres, Val-de-Marne, et son secrétariat est situé dans le 6ème arrondissement de Paris au 137, rue de Sèvres. Les deux sont ouverts au public; un droit d'entrée est demandé.
La fondation acquiert et conserve l'œuvre originale de Dubuffet, ainsi que des objets de sa collection personnelle, y compris des plans, dessins et modèles, gouaches, dessins et estampes, notes et manuscrits, documents, etc. Elle compte actuellement plus de 1000 œuvres et plus de 14 000 photographies de son art. Sa collection principale est hébergée à Périgny-sur-Yerres et ouverte au public. En outre, la maison de ville parisienne de la fondation, acquise par l'artiste en 1962, abrite une exposition ainsi qu'un centre d'études.